# Kalývia Thorikoú
Kalývia Thorikoú (grec moderne : Καλύβια Θορικού) est une localité située dans le dème du Saronique, dans le district régional d'Attique-de-l'Est, dans la périphérie d'Attique, en Grèce.
Selon le recensement de 2021, elle compte 15 486 habitants.

## Personnalités liées à Kalývia Thorikoú
- Jean Yannicopoulos (1939-2011), homme politique français d'origine grecque